# Katastrofa w hucie aluminium w Ajce
Katastrofa w hucie aluminium w Ajce – katastrofa chemiczna, która miała miejsce w godzinach popołudniowych 4 października 2010 roku w hucie aluminium w pobliżu węgierskiego miasta Ajka w komitacie Veszprém. W wyniku pęknięcia tamy zbiornika z chemikaliami doszło do uwolnienia około 700 000 m³ czerwonego szlamu, powstałego w procesie Bayera, a składającego się w większości z odpadów poprodukcyjnych zawierających głównie tlenki żelaza i żrący wodorotlenek sodu.
| Skład w przeliczeniu na tlenki | Stężenie | Uwagi                                   |
| ------------------------------ | -------- | --------------------------------------- |
| Fe 2O 3                        | 40–45%   | Nadaje osadowi czerwony kolor           |
| Al 2O 3                        | 10–15%   |                                         |
| SiO 2                          | 10–15%   | W formie glinokrzemianu sodu lub wapnia |
| CaO                            | 6–10%    |                                         |
| TiO 2                          | 4–5%     |                                         |
| Na 2O                          | 5–6%     |                                         |

## Galeria

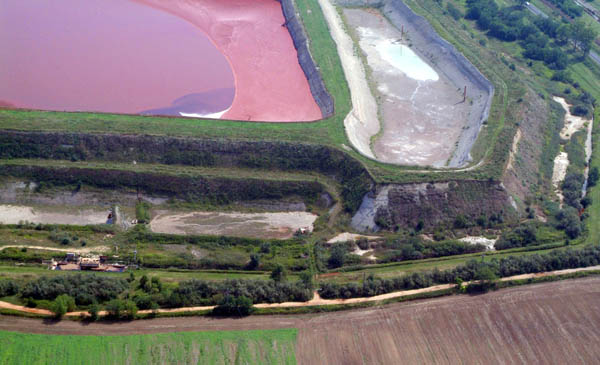
Zbiornik w 2007 roku
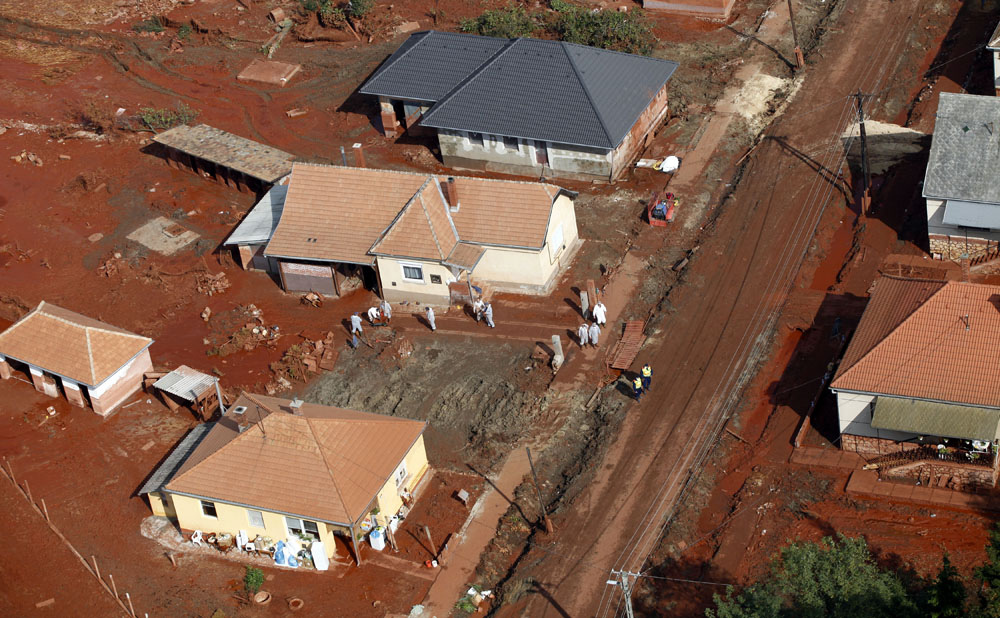
Następstwa wycieku
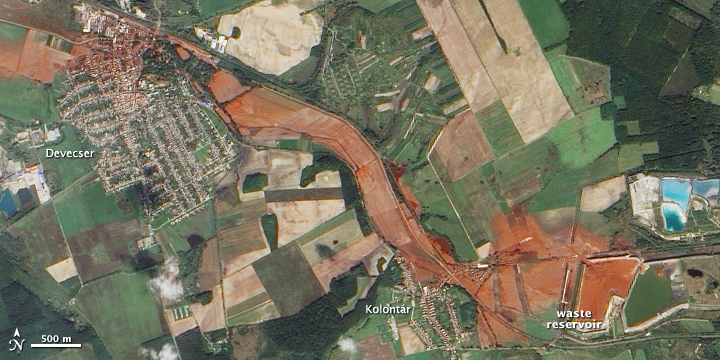
Widok satelitarny ukazujący zasięg katastrofy
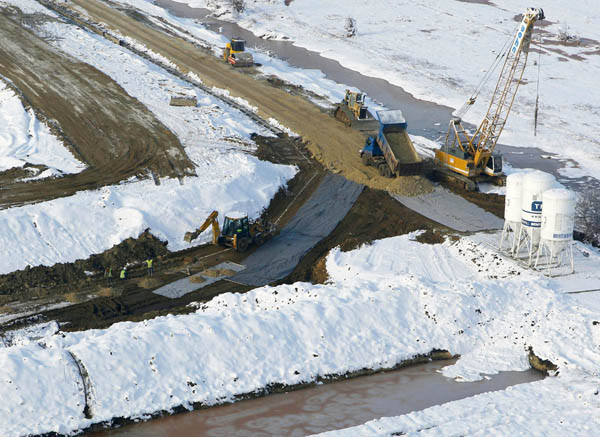
Działania porządkowe